# Radionavegación vía satélite
Los sistemas de navegación vía satélite se basan en la recepción de señales procedentes de satélites en órbita alrededor de la tierra y en la determinación de la posición a partir de las mismas. Los satélites por su situación en el espacio, son capaces de cubrir grandes áreas de la superficie terrestre. Fue precisamente este hecho el que hizo pensar en su empleo para los sistemas de navegación y posicionamiento. Para determinar la ubicación de un móvil en la superficie terrestre, basta con conocer su distancia a tres satélites geoestacionarios (aunque en realidad, se emplean cuatro por motivos de precisión y disponibilidad).
La solución de las ecuaciones permite obtener la longitud, latitud y altitud del receptor, así como corregir las desviaciones de su frecuencia de reloj. Sin embargo, un planteamiento de este tipo no es demasiado sensible a las fuentes de error. De todas ellas las más significativas son la perturbación atmosférica y los obstáculos situados en el enlace entre el usuario y los satélites. Algunas otras son la imprecisión en los relojes y las interferencias eléctricas imprevistas. Todas esas fuentes de error se clasifican como dependientes de la topología receptor satélites e independientes de la misma. Los errores derivados de la imprecisión de los relojes son independientes de la topología, mientras que el retardo ionosférico, troposféricos y los errores multicamino no lo son. Y los sistemas que operan actualmente son el GPS, el GLONASS y el GALILEO. El primer sistema de posicionamiento fue el GPS (Global Positioning System)

## Tipos
Hay más o menos 100 tipos distinto de sistemas de radionavegación que se usan en la actualidad. Algunos usan transmisores terrestres y otros usan transmisores de satéliteDesam. Entre los sistemas de radionavegación más exactos y útiles se tiene.
- Decca (emisión en superficie terrestre).
- Omega (emisión en superficie terrestre).
- Loran (en superficie terrestre). * Sistema de posicionamiento global Navy Transit (emisión de sat. en órbita baja).
- Sistema de posicionamiento global Navstar (emis. de sat. en órbita intermedia).

Los sistemas de posicionamiento global (GPS) Loran y Navstar son los dos de radionavegación que más se usan hoy.

## Navegación Loran
Hasta hace poco el Loran (de Long Range Navegation, navegación a larga distancia) era el método más efectivo, confiable y exacto de radionavegación. El Loran A se desarrolló durante la Segunda Guerra Mundial, y el Loran C, su versión más reciente se terminó en 1980. Hoy se usa principalmente en los aviones y barcos recreativos.
En el Loran, los receptores adquieren señales codificadas especialmente de dos tipos de transmisores de alta frecuencia, en tierra, cuyas ubicaciones se conocen con precisión. Se mide el tiempo transcurrido entre la recepción de las señales codificadas, y en el receptor se convierte en distancia usando la velocidad de propagación de las ondas electromagnéticas. Al aplicar la geometría básica y la relación entre distancia d, la velocidad v, y el tiempo t (que se  d = vt), se puede determinar la ubicación del receptor con gran exactitud. Solo hay un conjunto de coordenadas que posee determinada relación de tiempo (distancia) según fuentes. 
El Loran es tan preciso como la precisión con la que se puedan medir los tiempos de transmisión de las señales codificadas. Los errores del sistema se deben principalmente a problemas de propagación, como el hecho de que la superficie terrestre no es lisa, si es perfectamente redonda. Las condiciones atmosféricas y las múltiples trayectorias de transmisión también pueden afectar el funcionamiento de Loran. Sin embargo, es probable que la desventaja más notable del Loran sea que no da una cobertura global. Los transmisores en tierra. En consecuencia, hay lugares donde simplemente no se pueden recibir las señales de Loran (puntos muertos). Sin embargo, no es importante lo bueno o lo malo que haya sido Loran, porque ha emergido una técnica más nueva y mejor de radionavegación, llamada GPS Navstar, que usa transmisores basados en satélites.

## GPS Navstar
Navstar es acrónimo de NAvigation System with Time And Ranking, sistema de navegación con tiempo (horas)  y telemetría, y GPS es la abreviatura de Global Positioning System, sistema de posicionamiento global. GPS Navstar es el sistema más reciente y exacto de radionavegación del que se dispone. Está basado en satélites y es abierto, lo cual significa que esta a la disposición de cualquiera que tenga un receptor GPS. El departamento de defensa de Estados Unidos desarrollo Navstar para tener información continua y muy precisa sobre posición, velocidad y horas para usuarios en tierra, mar, aire y espacio. En esencia, GPS Navstar es un sistema de navegación basado en espacio, de posicionamiento tridimensional y de distribución de tiempo. El propósito del sistema es usar una combinación de estaciones terrestres, satélites en órbita y receptores especiales, para proporcionar casi a todos posibilidades de navegación, en cualquier momento y en cualquier lugar del mundo, independientemente de las condiciones del clima. El sistema satelital Navstar se terminó en 1994, y es mantenido por la fuerza aérea de E.U.A.

## Servicios de posicionamiento global (GPS)
El Sistema de Posicionamiento Global (GPS) es un sistema de navegación satelital compuesto por una red de 24 satélites colocados en órbita por el Departamento de Defensa de los Estados Unidos. El origen del GPS fue por motivos militares, pero en los años 80, el gobierno lo puso a disposición de la industria civil. El GPS funciona bajo cualquier condición climática, en cualquier parte del mundo, las 24 horas del día. No hay pagos por suscripción o por instalación del GPS. 
Los satélites GPS circundan la tierra en medio día, es decir, dan dos vueltas en un día en una órbita muy precisa y transmiten una señal de información a tierra. Los receptores GPS toman esta información y usan la triangulación para calcular la posición exacta del usuario. Esencialmente, el receptor GPS compara la hora en que una señal satelital fue transmitida con la hora en que fue recibida. Esta diferencia de tiempo le indica al receptor GPS la lejanía del satélite. Ahora, con la medición de distancia de algunos satélites más, el receptor puede determinar la posición del usuario y la muestra en el mapa electrónico de la unidad. 
Un receptor satelital debe estar conectado a la señal de por lo menos tres satélites para poder calcular una posición 2D (latitud y longitud) y rastrear movimiento. Con cuatro o más satélites a la vista, el receptor puede determinar la posición tridimensional (3D) del usuario (latitud, longitud y altitud). Una vez que la posición del usuario ha sido determinada, la unidad GPS puede calcular otra información, tal como velocidad, dirección, seguimiento, distancia de viaje, distancia a destino, hora de salida y puesta de sol, y mucho más.
Los satélites GPS transmiten dos señales de radio de bajo poder, designadas L1 y L2. Los GPS civiles usan la frecuencia L1 de 1575.42 MHz en la banda UHF. Las señales viajan a lo largo de la línea de visión, es decir, pasarán a través de nubes, vidrio y plástico pero no atravesarán la mayoría de objetos sólidos, tales como edificios y montañas. 
La señal GPS contiene tres bits diferentes de información - un código pseudo aleatorio, información efímera e información del almanaque. El código pseudo aleatorio es simplemente un código de identificación que identifica al satélite que está transmitiendo la información. Usted puede ver este código en la página satelital de su unidad GPS Garmin, mientras identifica de qué satélites está recibiendo información. 
La información efímera informa al receptor GPS la ubicación de cada satélite GPS en todo momento a lo largo del día. Cada satélite transmite información efímera mostrando la información orbital de ese satélite y de todos los otros satélites en el sistema.
La información calendario, que es transmitida constantemente por cada satélite, contiene información importante sobre el estado del satélite (saludable o no saludable), fecha y hora actuales. Esta parte de la señal es esencial para determinar la posición.

## Servicios de posicionamiento normal (SPS)
Este es un servicio de posicionamiento y hora que está disponible para todos los usuarios de GPS (militares, privados, y comerciales) en una base mundial y continua, sin cuota directa. La exactitud del servicio SPS se puede degradar en épocas de emergencias nacionales. Por razones de seguridad, el departamento de defensa de los Estados Unidos degrada la exactitud del servio SPS usando una técnica llamada disponibilidad selectiva, manipulando los datos de mensajes de navegación en órbita (epsilon) y/o la frecuencia del reloj del satélite (temblor).

## Servicios de posicionamiento preciso (PPS)
Este es un servicio militar de gran exactitud para posicionamiento, velocidad y tiempo, disponible en forma mundial y continua a usuarios autorizados por el departamento de defensa de los Estados Unidos. El equipo de usuario PPS proporciona una exactitud predecible. Solo pueden recibir este servicio usuarios con equipo y claves criptográficas, así como receptores con equipo especial. El PPS fue diseñado principalmente para usos militares en EUA, y los aliados, ciertas agencias gubernamentales de EUA y usuarios civiles seleccionados, aprobados en forma específica por el gobierno de EUA.
- Datos: Q6096809